# Minúscula 35
Minúscula 35 (en la numeración Gregory-Aland), δ 309 (Soden) es un manuscrito griego en minúsculas del Nuevo Testamento, escrito en 328 hojas de pergamino (18.6 cm por 13.9 cm). Es datado paleográficamente en el siglo XI. El manuscrito tiene contenidos complejos, marginales, y muchas correcciones.

## Descripción
El códice contiene todo el Nuevo Testamento con muchas correcciones. El orden de los libros: Evangelios, Hechos, las epístolas generales, las epístolas paulinas y el libro de Apocalipsis. El texto está escrito en 1 columna por página, con 27 líneas por página. Tiene una Homilía de Juan Crisóstomo al final de las epístolas paulinas.
El texto está dividido de acuerdo a los κεφαλαια (capítulos), cuyos números se colocan al margen del texto, con los τιτλοι (títulos) en la parte superior de las páginas. No hay una división de acuerdo con las más pequeñas Secciones Amonianas, con referencias a los Cánones de Eusebio.
Contiene las tablas de los κεφαλαια (tablas de contenido) antes de cada libro, marcas de leccionario en el margen (para uso litúrgico), αναγνωσεις (lecciones), libros litúrgicos con hagiografías (synaxarion y menologion), suscripciones al final de cada libro (con números de στιχοι) y muchas correcciones. Cuenta con equipamiento de leccionario para los Hechos, el Aparato Eutaliano de las epístolas generales y paulinas, y escolios para el libro de Apocalipsis.

## Texto
Tiene la ortografía muy regular, y sólo difiere ligeramente de las ediciones impresas conocidas del texto bizantino. Actualmente está considerado como uno de los mejores testigos del tipo textual bizantino, y se convirtió en la base para The Gospel According to John in the Byzantine Tradition [El Evangelio según Juan en la tradición bizantina].
Según Hermann von Soden es un miembro de la familia textual Family Kr. Según el perfil del Método de Claremont, representa a la familia textual Kr en Lucas 1 y Lucas 20. En Lucas 10 ningún perfil se hizo. Crea el subgrupo 35.
Para el subgrupo 35 (carece de lectura 37 en Lucas 1) pertenecen los manuscritos: 141, 170, 204, 394, 402, 516 (corr.), 521, 553, 660 (corr.), 758 (prima manu), 769, 797, 928, 1250, 1482, 1487, 1493, 1559, 1572, 1600, 1694 (prima manu), 2204, 2261, y 2554.
En 1 Corintios 2:4 lee πειθοι σοφιας (sabiduría verosímil), la lectura solamente es compatible con los manuscritos de la Antigua Latina Codex Augiensis y Codex Boernerianus.
Para la publicación en The Gospel According to John in the Byzantine Tradition el texto del manuscrito fue cambiado únicamente en 18 lugares en el Evangelio de Juan. En 10 lugares se adoptó una ortografía diferente:
4:9 συχρωνται cambió a συγχρωνται
5:8 εγερται cambió a εγειρε
5:8 κραββατον cambió a κραβαττον
5:9 κραββατον cambió a κραβαττον
5:10 κραββατον cambió a κραβαττον
5:11 κραββατον cambió a κραβαττον
5:12 κραββατον cambió a κραβαττον
12:6 εμελλεν cambió a εμελεν
18:23 δαιρεις cambió a δερεις
20:16 ραβουνι cambió a ραββουνι
En 8 lugares el texto editado sigue el corrector en lugar de la primera mano debido a un error del primer escriba:
4:13 υδατος 35* τουτο 35c
4:18 ο 35* ον 35c
10:1 αμην 35* αμην αμην 35c
10:16 [3 espacios en blanco] 35* εχω α ουκ εστιν 35c
10:25 αυτοις αυτοις 35* αυτοις 35c
12:2 om. 35* ην 35c
16:17 om. 35* υπαγω 35c
16:19 om. 35* ειπον 35c
A veces el escriba de 35 presentó variantes del texto copiado. En estos cuatro casos, los editores prefirieron dejar el texto sin corregir como el texto base y anotar la corrección en el aparato crítico:
5:4 εταρασσε το 35* εταρασσετο το 35c
14:3 ετοιμασω 35* ετοιμασαι 35c
19:38 ο ιωσηφ 35* ιωσηφ 35c
21:15 om. 35* ο ιησους 35c
Además, en la edición del texto Juan 7:53-8:11 está marcado en el margen por un obelus (÷). Esto está en conformidad con la práctica del propio manuscrito.

## Historia
El manuscrito fue fechado en el siglo XI o XII. Actualmente ha sido asignado por el INTF en el siglo XI.
Antiguamente se encontraba en la península de Athos en Gran Laura. Entre 1643 y 1653 el manuscrito fue adquirido para la colección de Pierre Séguier (1588-1672), el bisabuelo de Henri-Charles de Coislin, obispo de Metz. Se convirtió en una parte del Fonds Coislin. Fue incluido a la lista de los manuscritos del Nuevo Testamento por J. J. Wettstein, quien le dio el número 35.
Bernard de Montfaucon fue el primero que examinó y describió este manuscrito. Luego fue examinado y descrito por Wettstein, Scholz, y Paulin Martin. C. R. Gregory vio el manuscrito en 1885. El texto de Apocalipsis fue cotejado por Hoskier (1929).
Se encuentra actualmente en la Bibliothèque nationale de France (Coislin, Gr. 199) en París.

## Lectura adicional
- Bernard de Montfaucon (1715). Bibliotheca Coisliniana olim Segueriana. París: Ludovicus Guerin & Carolus Robustel. p. 250.
- Herman C. Hoskier (1929). Concerning the Text of the Apocalypse 1. Londres. pp. 32-33.

- Datos: Q6870280